# ブルックリン・ワンダーズ
ブルックリン・ワンダーズ（Brooklyn Wonders）は、1890年にアメリカ合衆国ニューヨーク市ブルックリンを本拠地として、プレイヤーズ・リーグに参加していたプロ野球チーム。別名は、Ward's Wonders。

## 球団史
1890年のプレイヤーズ・リーグ創設時に結成されたチームで、リーグ創設の主導者であるモンテ・ウォードの所有した球団である。球団名の「ワンダーズ」も、ウォードが当時経営していたワンダー・ブレッド社（the Wonder Bread Company）にちなむ。
前年に様々な球団で活動していた選手達を寄せ集めて作ったチームだったが、前年フィラデルフィアで30勝を挙げたガス・ウィーイングがこの年も30勝を挙げ、それまで6勝しか挙げていなかった二番手投手ジョン・ソーダースが19勝するなど投手陣が踏ん張った。
打つ方では一塁手のデーブ・オルが124打点、打率.371と活躍、監督だったウォード自身も、この年打率.335で63もの盗塁を記録している。チームは首位ボストン・レッズと6.5ゲーム差の2位でシーズンを終えたが、同年のプレイヤーズ・リーグの破綻を受け、チームは1年で解散した（ブルックリン・ブライドグルームス（現ドジャース）に吸収されたとする資料もある）。

## 戦績
※順位は勝率による。
| 年度   | リーグ | 試合 | 勝利 | 敗戦 | 勝率 | 順位 | 監督             | 本拠地       |
| ------ | ------ | ---- | ---- | ---- | ---- | ---- | ---------------- | ------------ |
| 1890年 | PL     | 133  | 76   | 56   | .576 | 2位  | モンテ・ウォード | Eastern Park |

## 所属した主な選手
- モンテ・ウォード：内野手。監督兼任ながら打率.335、チーム最多安打と最多盗塁を記録した。
- デーブ・オル：一塁手。通算打率.342を記録、1890年を最後に選手を引退した。
- ガス・ウェイイング：投手。チーム最多の30勝を挙げた。

## 主な球団記録
打撃記録
- 通算安打数：188（モンテ・ウォード）
- 通算本塁打：7（ルー・バイアーバウアー）
- 通算打点数：124（デーブ・オル）
- 通算盗塁数：63（モンテ・ウォード）

投手記録
- 通算勝利数：30（ガス・ウェイイング）
- 通算奪三振：177（ガス・ウェイイング）